# واج‌شناسی ترکی استانبولی
واج‌شناسی ترکی استانبولی به واج‌شناسی و آواشناسی زبان ترکی می‌پردازد، مخصوصاً آنطور که در شهر استانبول صحبت می‌شود. تا انتهای مقاله هرگاه لغت ترکی بدون صفت آمد منظور ترکی استانبولی است. یکی از ویژگی‌های برجستهٔ واج‌شناسی ترکی سامانهٔ هماهنگی واکه‌ای در آن است که باعث می‌شود واکه‌ها در اغلب کلمات یا از نوع پیشین باشند یا از نوع پسین و نیز یا از نوع گرد یا از نوع غیرگرد. همخوان‌های نرم‌کامی انسدادی قبل از واکه‌های پیشین واجگونه‌های کامی دارند.

## همخوان‌ها
|                  |        | لبی | دندانی /لثوی | پس‌لثوی | کامی | نرم‌کامی | چاکنایی |
| ---------------- | ------ | --- | ------------ | ------ | ---- | ------- | ------- |
| خیشومی           | خیشومی | m   | n            |        |      |         |         |
| انفجاری/ انسایشی | بی‌واک  | p   | t            | t͡ʃ     | (c)۱ | k‏۴      |         |
| انفجاری/ انسایشی | واک‌دار | b   | d            | d͡ʒ     | (ɟ)۱ | ɡ       |         |
| سایشی            | بی‌واک  | f   | s            | ʃ      |      |         | h       |
| سایشی            | واک‌دار | v   | z            | ʒ‏۳     |      |         |         |
| ناسوده           | ناسوده | v   | (ɫ)۱         | l      | j    | (ɰ)۲    |         |
| زنشی             | زنشی   |     | ɾ            |        |      |         |         |

1. در کلمات بومی ترکی، مشابه زبان روسی، همخوان‌های کامی /k, ɡ/ هرگاه مجاور واکه‌های پیشین /e, i, ø, y/ قرار گیرند کامی [c, ɟ] می‌شوند. به‌طور مشابه، همخوان /l/ کنار واکه‌های پیشین (و نیز انتهای کلمه) به‌صورت واضح یا سبک [l] و کنار واکه‌های مرکزی یا پسین /a, ɯ, o, u/ به‌صورت نرم‌کامی‌شده [ɫ] تلفظ می‌شود. این تفاوت‌ها در خط نمایش داده نمی‌شوند و برای جفت تلفظ‌ها از صورت یکسان حرف‌های ⟨k⟩, ⟨g⟩، و ⟨l⟩ استفاده می‌کنند. اما در کلمات خارجی و اسامی خاص، این صورت‌های متمایز توزیع مقابله‌ای تشکیل می‌دهند. به‌طور خاص، [c, ɟ] و [l] واضح گاه کنار واکه‌های [a] و [u] دیده می‌شوند. این تلفظ‌های خاص را می‌توان با افزودن هشتک بالای واکه‌ها نشان دارد: gâvur («گاور، کافر»)، mahkûm («محکوم»)، lâzım («لازم»). هرچند امروزه استفاده از این نشانه‌گذاری‌ها رنگ‌وبوی کهنگی دارد.
2. همچنین واج مناقشه‌برانگیز دیگری هست که یوموشاک گ («گ نرم») نام دارد و به‌شکل ⟨ğ⟩ نوشته می‌شود و فقط پس از یک واکه می‌آید. گاهی آن را /ɰ/ یا /ɣ/ ترانویسی می‌کنند. این واج بین واکه‌های پسین ممکن است صامت باشد یا شبیه غلت دولبی تلفظ شود. اما بین واکه‌های پیشین، بسته به واکه‌های قبل و بعدش یا صامت است یا به شکل [j] تلفظ می‌شود. وقتی این واج بین دو واکه قرار نگیرد (یعنی وقتی در انتهای واژه باشد یا بعدش یک همخوان بیاید) معمولاً به شکل کشش واکه ظاهر می‌شود، یعنی طول واکهٔ پیش از خود را افزایش می‌دهد، یا اگر واکهٔ قبلی از نوع پیشین باشد، به شکل [j] خفیفی ظاهر می‌شود. بنا به نظر کارل تسمیر و اورخان اورگون که این آوا را به شکل /ɣ/ ترانویسی کرده‌اند:
  - در انتهای کلمه یا قبل از همخوان، صرفاً واکهٔ قبل از خود را می‌کشد.
  - بین واکه‌های پیشین ناسوده است، یا از نوع نرم‌کامی [ɰ̟] یا از نوع کامی [j].
  - در سایر جاها هیچ تأثیری ندارد. قبل از اینکه این آوا از ترکی حذف شود، ترکی اجازهٔ توالی واکه‌ها را در کلمات بومی نمی‌داد و امروزه حرف ⟨ğ⟩ اغلب برای نشان دادن کشش واکه و توالی واکه‌ها در جاهایی استفاده می‌شود که سابقاً /ɰ/ به کار می‌رفت.
3. واج /ʒ/ فقط در وام‌واژه‌ها دیده می‌شود.
4. [q] پیش از واکه‌های پسین /a, ɯ, o, u/ در بسیاری از لهجه‌های شرقی و جنوب شرقی ترکیه از جمله لهجهٔ ختایی واجگونهٔ /k/ محسوب می‌شود.